# ATM (영화)
《ATM》은 2012년 개봉한 미국의 공포 스릴러 영화이다.

## 출연
- 브라이언 게러티 - 데이비드 하그로브 역
- 앨리스 이브 - 에밀리 브랜트 역
- 조시 펙 - 코리 톰프슨 역